# Gesundes Volksempfinden

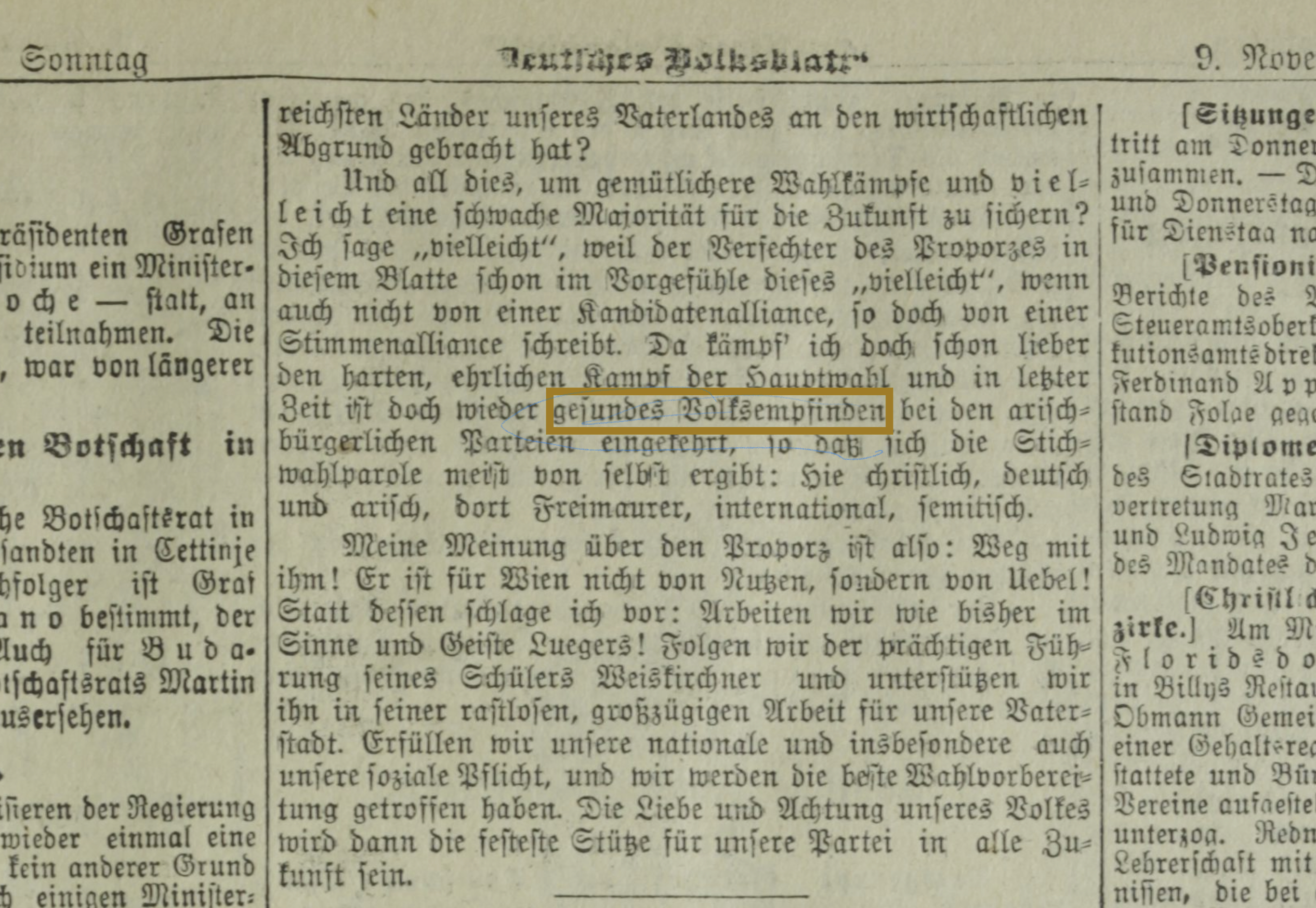
Das gesunde Volksempfinden als „bürgerlich-arischer“ Wert im antisemitischen Deutschen Volksblatt von 1913

Der Begriff gesundes Volksempfinden ist eine mindestens seit dem wilhelminischen Kaiserreich verwendete Umschreibung für die angeblich unverbildete Meinung einer „gesunden Volksgemeinschaft“. In der Zeit des Nationalsozialismus wurde daraus ein für die NS-Justiz fundamentaler Rechtsbegriff.

## Einordnung
Der Begriff diente im Sinne konservativer und völkischer Auffassungen dazu, die mentale Gesundheit des deutschen Volks angeblich bedrohende Verhaltensweisen wie Homosexualität oder lebensreformerische Aktivitäten, die Herausnahme der Todesstrafe aus dem staatlichen Strafrepertoire und sogenannte „entartete Kunst“ bzw. „entartete Musik“ als „volksfremd“ abzuwerten und auszuschließen. Begründet wurde dieses Vorgehen mit dem „Willen des Volkes“ bzw. der „Volksgemeinschaft“ und der Behauptung mangelnder Mehrheitsfähigkeit der angegriffenen liberalen und linken Gegenmeinung.

## Vorgeschichte
Zurückgeführt wird der Begriff mit seinen spezifischen Inhalten, soweit es dessen Anwendung auf das Rechtssystem angeht, in der Literatur auf den zu seiner Zeit führenden Juristen Friedrich Carl von Savigny (1779–1861). Savigny sah im Staat eine „unsichtbare … organische Erscheinung“, eine „beseelte Naturgröße“ und die „leibliche Gestalt der geistigen Volksgemeinschaft“, ausgestattet mit einem „Volksgeist“. Das Rechtssystem leitete er als „organisiertes Naturprodukt“ ab. An Savigny knüpften führende NS-Juraprofessoren an, beschrieben ihn als „großdeutsch“ und als den, der „die völkischen Wurzeln des Rechts“ offengelegt habe, dabei als „tiefste Rechtsquelle das völkische Rechtsbewußtsein“ herausarbeitend. Die Savigny-Analyse ergibt nach Joachim Rückert, dass real „die Savigny- und NS-Texte zu Volk/Volksempfinden in einer methodischen Parallele“ stehen.
Mit „Volk“ im Sinne von Savigny und der Verwender des Wortes vom „gesunden Volksempfinden“ sind nicht die unteren Bevölkerungsschichten (plebs) oder die wahlberechtigte Bevölkerung eines Staats (demos) gemeint, sondern ein „Volk“ im Sinne einer Ethnie.

## Kaiserreich und Weimar
Die Reduzierung der Begriffsverwendung auf die Nazizeit, wie sie stattfindet, ist unzutreffend, denn spätestens im wilhelminischen Kaiserreich beriefen sich auch Vertreter der bürgerlichen Parteien in den Medien, der Politik und der Justiz auf das „gesunde Volksempfinden“. Ein spektakulärer Fall, in dessen Mittelpunkt dieser Terminus und die mit ihm verbundenen Vorstellungen standen, war das Theaterstück Der Reigen von Arthur Schnitzler (1896/97), das 1900 publiziert, 1903 teiluraufgeführt und 1920 zum ersten Mal vollständig gezeigt wurde. Es würde, hieß es, „jedem gesunden Volksempfinden Hohn“ sprechen und „mit Recht in weiten Kreisen der Bevölkerung Anstoß“ erregen. Den Reigen begleiteten durch die Jahrzehnte mediale und politische Verurteilungen wegen Verletzung des gesunden Volksempfindens aus unterschiedlichen Bereichen von Politik und Kultur.
Berufungen auf das gesunde Volksempfinden waren ein ständiges Thema in der Weimarer Republik. Unter dem Vorzeichen gesundes Volksempfinden lassen sich nach Hans Hattenhauer „Entwicklungslinien“ in die Nazizeit hinein erkennen, „die bereits in Kaiserreich und Weimarer Republik angelegt waren“, die sich seit 1933 nur „fortsetzten“.
So erklärten etwa die der bürgerlich-deutschvölkischen DNVP nahestehenden Kieler Neuesten Nachrichten 1919, zur „Krankheit“ der Homosexualität, es gehe dabei nicht um die Frage, „wie der einzelne Kranke zu heilen oder zu behandeln ist, sondern darum, ob das gesunde Volksempfinden sich an den Neigungen dieser Entarteten zu orientieren“ habe.
1925 urteilte die Oberfilmprüfstelle Berlin über den Film Muß die Frau Mutter werden?, er werde eine verheerende Wirkung „auf das gesunde Volksempfinden“ haben und verbot ihn.
Der Reichstagsabgeordnete Rudolf Schetter des katholischen Zentrums, der die Bestrafung der Homosexualität vertrat, erklärte 1929 in dem entsprechenden Ausschuss, dass „die Beseitigung der Strafbarkeit dem gesunden Volksempfinden widersprechen würde“, während KPD, SPD und die linksliberale DDP der Berufung auf das Volksempfinden widersprachen.
Richard J. Evans zitiert mit den Worten „das gesunde Empfinden des Volkes“ fordere „für schwerste Schuld auch schwerste Sühne“ ein Plädoyer zugunsten der Todesstrafe in der bürgerlichen Deutschen Tageszeitung vom 26. Oktober 1927 und merkt an, dass „tatsächlich schon während der gesamten Dauer der Weimarer Republik“ das gesunde Volksempfinden über Parteigrenzen hinweg „(von allen) zur Rechtfertigung angeführt“ wurde, die für den Fortbestand der Todesstrafe eintraten.

## Nationalsozialismus
Durch das Gesetz zur Änderung des Strafgesetzbuches vom 28. Juni 1935 wurde das gesunde Volksempfinden zu einem Rechtsbegriff. In § 2 hieß es nun: „Bestraft wird, wer eine Tat begeht, die das Gesetz für strafbar erklärt oder die nach dem Grundgedanken eines Strafgesetzes und nach gesundem Volksempfinden Bestrafung verdient. […]“ Im Gesetz über den Ausgleich bürgerlich-rechtlicher Ansprüche hieß es, dass Nachteile, welche durch die politischen Vorgänge „im Rahmen der nationalsozialistischen Erhebung“ zugefügt worden seien, Ausgleich erfahren sollten, insofern dieser Anspruch nach gesundem Volksempfinden zur Beseitigung unbilliger Härte erforderlich sei. Der Reichsinnenminister entschied dann „nach billigem Ermessen“. § 48 Abs. 2 Testamentgesetz bewirkte die Nichtigkeit eines Testamentes, wenn in einer gesundem Volksempfinden widersprechenden Weise gegen die Rücksichten verstoßen wurde, die ein verantwortungsbewusster Erblasser gegen Familie und Volksgemeinschaft zu nehmen habe. Auch das Vollstreckungsmissbrauchsgesetz vom 13. Dezember 1934 rekurrierte auf gesundes Volksempfinden.
Durch die Einführung ins Gesetz sollte es mit politischem Inhalt anderen rechtlichen Kategorien vorrangig sein.
Die Generalklausel eines gesunden Volksempfindens weitete den richterlichen Ermessensspielraum aus. Entscheidungen unter Berufung auf einen „Volksgeist“ und auf das „Fühlen und Denken des Volkes“ wurden möglich, auch ohne dass dieser Bezug „sich schon zur Regel konkretisiert hätte“. Für den Richter, so Heinrich Lange, ergebe sich dadurch die „hohe Aufgabe, das Recht nicht nur verstandesmäßig zu erfassen und anzuwenden, sondern aus der Gemeinschaftsverbundenheit heraus das deutsche Recht zu erfühlen und zu gestalten“.
Der Rekurs auf ein gesundes Volksempfinden war im Nationalsozialismus unter Rechtswissenschaftlern umstritten. Leopold Zimmerl kritisierte die Versuche, das bestehende Recht umzuformen. Der ständige Verweis darauf biete dem Richter gerade nicht, was er brauche. Es handle sich um eine unbestimmte Referenz mit strittigem Inhalt: „So wenig derjenige der beste Nationalist sein muß, der am häufigsten und lautesten ‚Heil Hitler’! schreit, so wenig ist es ein Beweis für die Volksnähe des Gesetzes, wenn es immer wieder behauptet, es zu sein.“

## Bundesrepublik Deutschland
1952 wurde in einem Konflikt um Nacktszenen mit Hildegard Knef in dem Film Die Sünderin „Volkes Stimme“ und das „gesunde Volksempfinden“ angerufen. In den 1960er Jahren versuchte der Staatsrechtler und vormalige Präsident des rheinland-pfälzischen Verfassungsgerichtshofs, der spätere Ehrendoktor der Theologischen Fakultät Trier und CDU-Politiker Adolf Süsterhenn mit Hilfe der Unterschriften-Aktion Saubere Leinwand und einer Kritik an der Verletzung des gesunden Volksempfindens durch Filmdarbietungen eine Grundgesetzänderung durchzusetzen. Der grundgesetzliche Passus, „Wirtschaft, Forschung und Lehre sind frei“, sollte um die Formulierung erweitert werden, diese Freiheit gelte nur „im Rahmen der allgemeinen sittlichen Ordnung“. Auch bei Diskussionen um die Wiedereinführung der Todesstrafe, zu deren Befürwortern Süsterhenn gehörte, oder bei der Bewertung von Kunst wurde das gesunde Volksempfinden im Sinne einer allgemeinverbindlichen konservativen „sittlichen Ordnung“ eingesetzt.
In kritischer Verwendung findet sich der Begriff als Kennzeichnung einer volkstümlichen Abwehrhaltung gegen minoritäre Gruppen, die bis zur Strafbefreiung bei Massenverbrechen der Nazis an ihnen reicht, so etwa in der Verjährungsdebatte der 1960er Jahre. Ein ausführliches Dossier zu den Verbrechen an Juden, „Zigeunern“ und „Bolschewisten“ und zur Frage der Verjährung überschrieb die Zeitschrift Der Spiegel mit „NS-Verbrechen. Verjährung. Gesundes Volksempfinden“.
1994 sah der Verfassungsrechtler Ingo von Münch in Kritik an der Verwendung des Begriffs eine „überzogene Sprachkritik“. Damit wandte er sich gegen eine von ihm gesehene politische „Tabuisierung“ von Begriffsverwendungen. 2018 meinte der Intendant des WDR, Tom Buhrow, in Reaktion auf eine Kritik durch die Strafverteidigervereinigung NRW und unter Berufung auf den Einwand von Münch, das Wort sei im Sinne einer „umgangssprachlichen Variante des Begriffs ‚Rechtsempfinden‘“ ungeachtet seiner NS-Vergangenheit durchaus verwendbar.
Der Journalist Henryk M. Broder wiederum sieht im gesunden Volksempfinden ein besonderes „deutsches Pendant zu Common Sense“, das sich „in den Jahren von 1933 bis 1945 zur vollen Blüte und zum Ersatz für Recht und Gesetz entwickelt habe, jedoch anschließend ‚eine Weile‘ habe ruhen müssen, bis es sich von seinen Exzessen so weit erholt hatte, dass es in den 50er Jahren wieder zum Leben erwachen konnte.“ Seither habe „das gesunde Volksempfinden etliche Metamorphosen durchgemacht.“
Der Filmwissenschaftler und Autor Joachim Hammann formuliert unter Verweis auf Adolf Süsterhenn eine Kritik. Das gesunde Volksempfinden sei „berühmt-berüchtigt“. Hammann geht über die enge Fassung der NS-Juristen weit hinaus, indem er feststellt, um gesundes Volksempfinden gehe es immer dann, „wenn bewiesen werden soll, dass der Irrsinn, den man verzapft, nicht nur wahr und richtig und gesund (!) ist, sondern dass darüber hinaus alle so denken“ würden.